# 金河洛
金 河洛（キム・ハラク、きん からく、朝鮮語: 김하락、1846年 - 1896年）は、李氏朝鮮末期の義兵長。字は季三、号は海雲堂。本貫は義城。

## 経歴
慶尚北道義城郡生まれで後にソウルに移住した。天文・地理・兵書・医書等を広く耽読した。1895年11月に断髪令が出されると、趙成学・具然英・金泰元・申龍熙などと共に16日早朝に漢江を渡って利川に向かった。17日利川郡に立ち寄って火砲軍都領将方春植と砲軍の中で、100余人を徴発して義兵を募集する任務を引き受けさせた。
利川を中心に砲軍を確保して利川の西の梨峴に留まりながら同志らを楊根・砥平（具然英）・光州（趙成学）・安城（金泰元）・陰竹（申龍熙）など各地で派遣して義兵を集めさせた。しかし、安城ではもう閔承天が挙兵していたので、彼と連合して隊伍を編成した。
ここに閔昇天を二千倡義大将に推戴し、自らは各軍の都指揮になった。12月5日夜明け光州獐項市場を掌握したが、12月30日敵2百人余りの襲撃を受けて苦戦し、天候不順も重なり、結局梨峴を奪われてしまった。
翌年1月散らばった兵士を集めて隊伍を整備して訓練を実施する一方、布陣を再編した。大将に朴準英、驪州大将には沈相禧を推戴して、自分は軍事兼指揮になった。
1月30日利川で南漢山城を占領、確保した。しかし、義兵長朴準英と光州留守 김귀성は官軍の誘惑に負け、城門を開き、2月21日山城は陥落した。
9個連隊を従え、本陣を嶺南地方へ移すことを決心、安東を経て호서의진の徐相烈と協力し、義城に至った。義城の呉赫周・霊徳の申乭石・安東の柳時淵などと離合集散を繰り返した。
安東花村への道中、興海を経て霊徳に行く際に300余名の敵軍を戦い、銃傷を負って、川に投身し死亡した。
遺稿に『金河洛陣中日記』がある。1982年に建国勲章大統領章が追贈された。

## 参考サイト
- 김하락 (한국민족문화대백과, 한국한중앙연구원)